# Hausgans

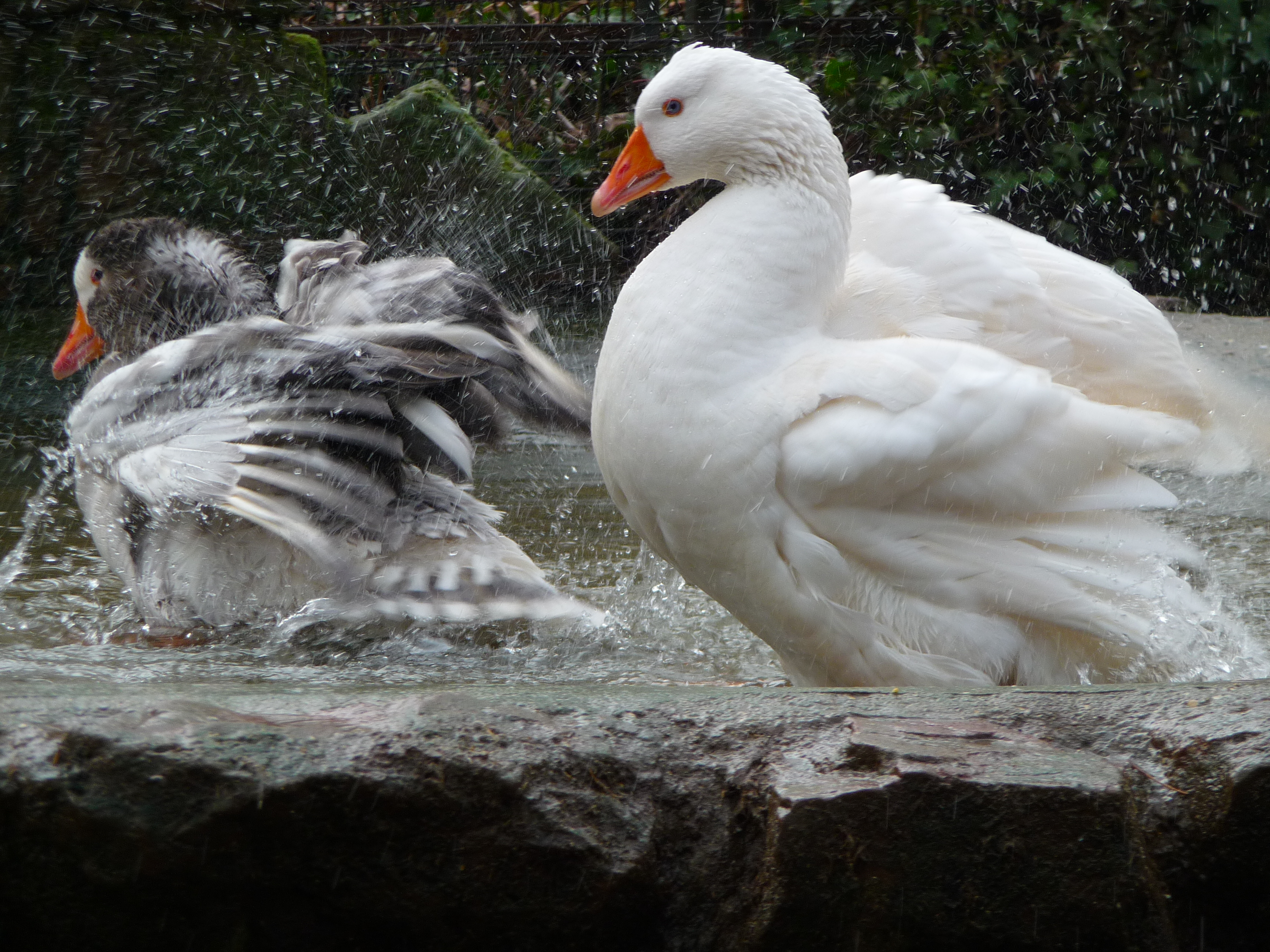
Badende Hausgänse

Die Hausgans  ist ein Haustier und wird als Heim- und Nutztier gehalten. Die Stammform der meisten europäischen Hausgänse ist die Graugans (Anser anser). Höckergänse, domestizierte Formen der zentralasiatischen Schwanengans (Anser cygnoides), sind seltener. Hausgänse sind meist nicht flugfähig.

## Benennung
In der deutschen Sprache gibt es besondere Bezeichnungen für männliche Gänse: Gänserich, Ganser, Ganterich oder Ganter. Gänseküken werden als Gänsel oder Gössel bezeichnet.

## Geschichte

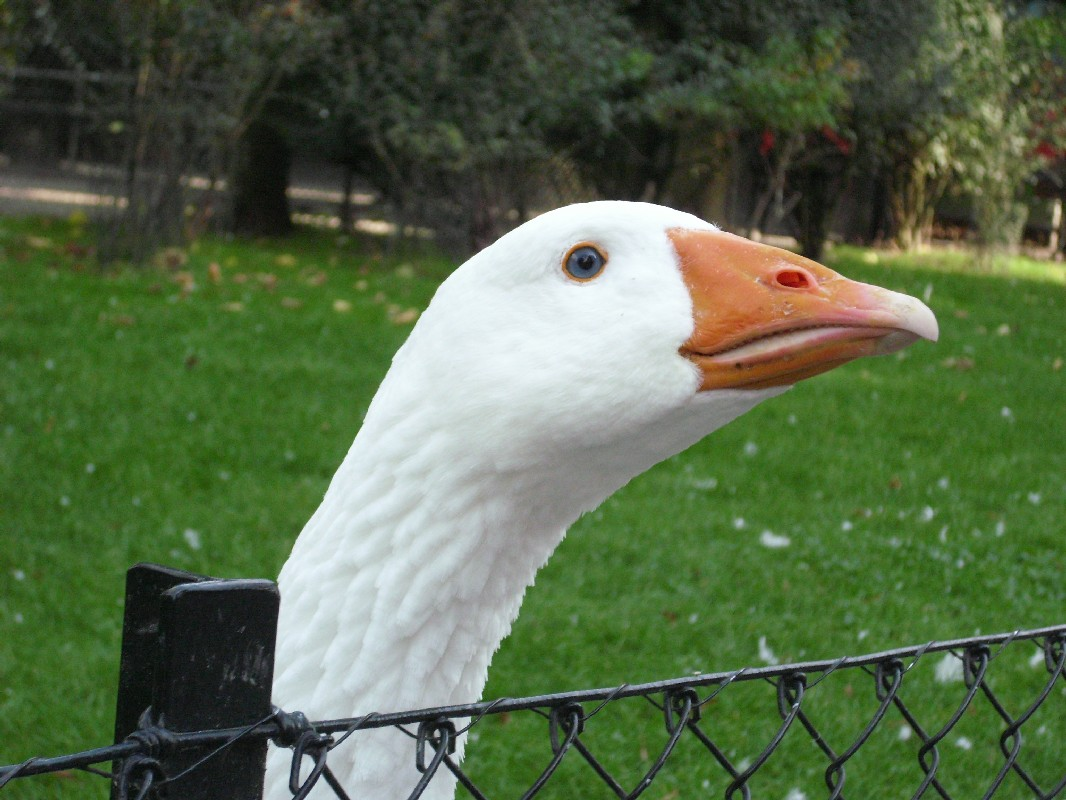
Emder Gans, einer der größten und ältesten Hausgansschläge, heute vom Aussterben bedroht

Gänsezucht ist bereits im Mesopotamien der Bronzezeit nachgewiesen.
Bei den Griechen war die Gans der Persephone heilig und diente als lieblicher Vogel, dessen Schönheit bewundert und der an geliebte Knaben etc. verschenkt wurde. Schon Penelope besaß eine kleine Schar von 20 Gänsen. Gänse wurden nicht nur wegen ihrer Heiligkeit gehalten, sondern auch bewusst gestopft zum Herstellen von Fettlebern. Zwei recht frühe Belege bringen Gänse in einer Weise mit der Fütterung in Verbindung, die sie von den anderen Tieren auf den Bauernhof unterscheiden (Homer, 19,536 f.; Kratinos 49 bei Athenaios 384c, wo die Passage aus der Odyssee ebenfalls zitiert ist). Bei den Römern war die Gans der Juno heilig, und es wurden daher in deren Tempel auf dem Kapitol Gänse gehalten, die bei dem Einfall der Gallier unter Brennus durch ihr Geschrei die Besatzung geweckt und so die Burg gerettet haben sollen. Wegen des starken Geschnatters bei einer Störung durch unbekannte Personen werden Gänse in der heutigen Zeit verschiedentlich als Wachgänse eingesetzt.
Eine besondere Rolle spielt die Gans auch im Martinsbrauchtum um den heiligen Martin von Tours.
Die Rassenbildung bei der Gans geschah hauptsächlich in Europa. Zuerst stand eine Zunahme der Körpergröße im Vordergrund. Schon vor 150 Jahren waren bei Hausgänsen 8 kg Lebendgewicht, bei Marschgänsen sogar 15 bis 20 kg erreicht. Später wurde die Vermehrungsleistung zunehmend wichtiger.
Die Gänse liefern nicht nur Fleisch und Federn, sondern auch das Gänseschmalz (das ausgelassene Fett der Gänse). Gänsefett (lateinisch axungia anseris) wurde früher wie andere tierische Fette auch zur Herstellung von Arzneimitteln verwendet.

## Zuchtgebiete

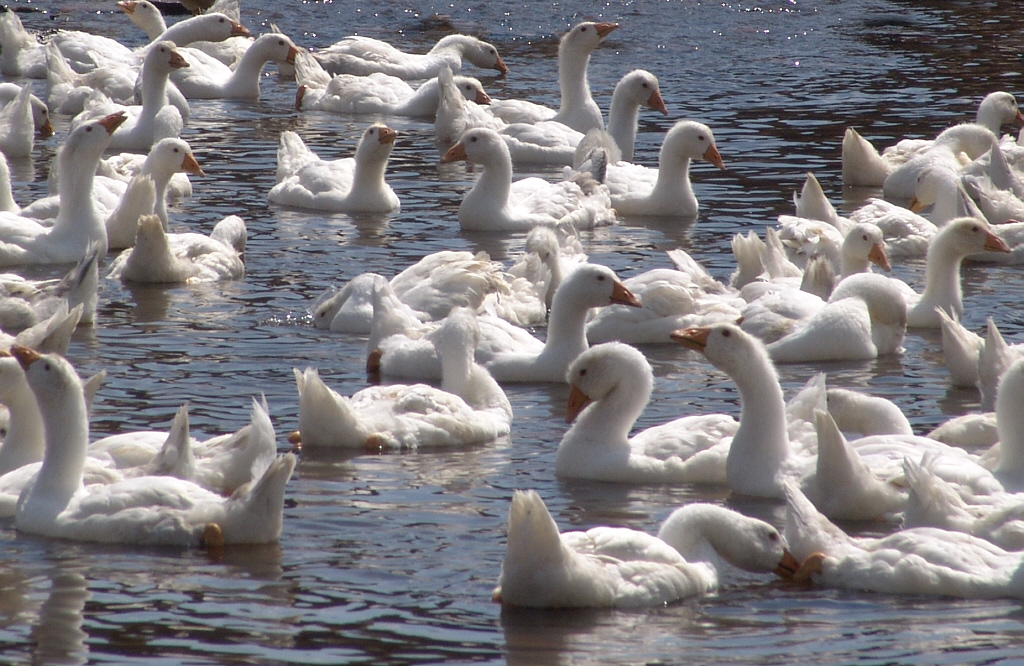
Junge Hausgänse in Freilandhaltung in Bayern

Gänse für den deutschen Markt werden meist aus Ländern wie Polen oder Ungarn importiert, wobei neben der Martinsgans vor allem die Weihnachtsgans eine wichtige Rolle spielt. Gänsestopfleber zur Bereitung von Gänseleberpastete wird meist aus Frankreich und Ungarn importiert, da das Stopfen von Gänsen in Deutschland, Österreich und der Schweiz verboten ist.

## Gänsemast
Hausgänse legen bis zu 60 Eier pro Saison. Gänseeier sind am Niederrhein eine lokale Spezialität. Hierzu werden Legegänse gehalten. Ihre Haltung unterscheidet sich grundlegend von der Mastganshaltung. Die Küken erreichen ihr Schlachtgewicht nach 9 bis 32 Wochen. Schnell gemästete Gänse haben nach neun Wochen etwa ein Schlachtgewicht von 4,5 bis 5,5 kg. Bei Intensivmast erreichen die Tiere ihr Schlachtgewicht von 5,5 bis 6,5 kg nach etwa vier Monaten. Bei Weidemast haben die Tiere erst nach fünf bis acht Monaten ihr Endgewicht von 6,5 bis 7,5 kg.

## Gänserassen

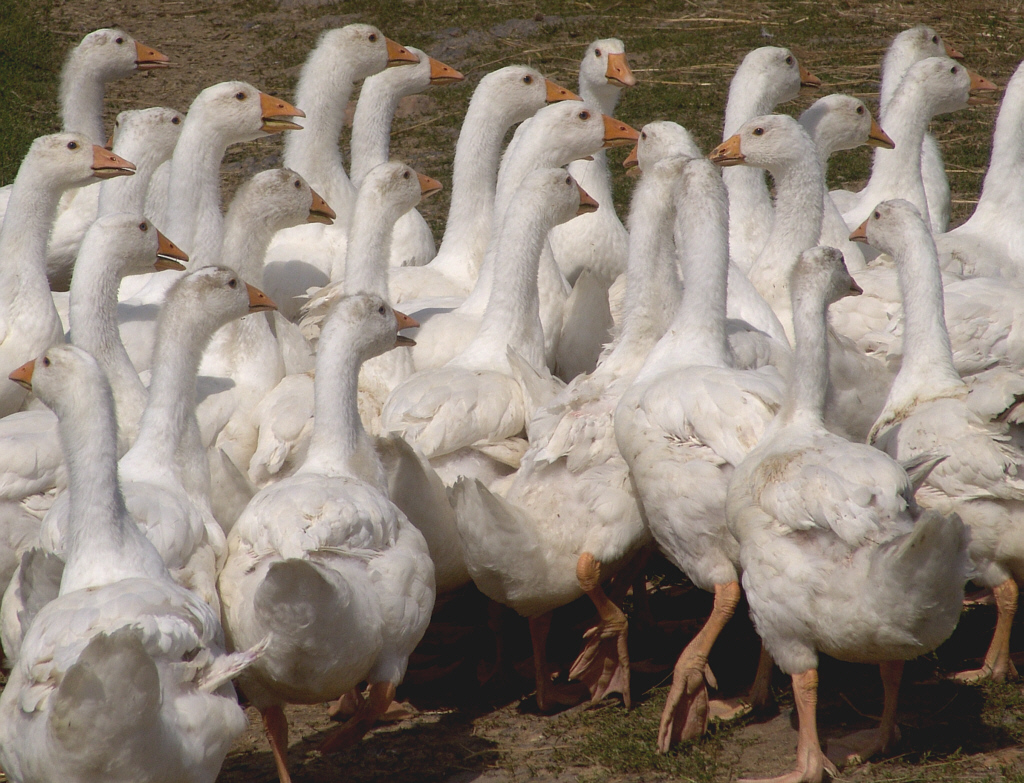
Eine Herde junger Hausgänse in Freilandhaltung

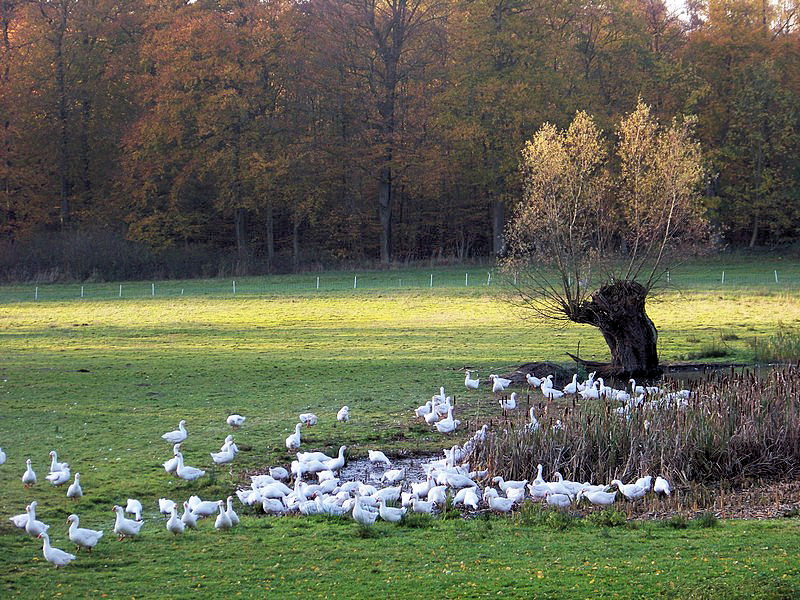
Freilandhaltung in Schmadebeck

Es werden etwa 100 Gänserassen unterschieden, die nach Größe und Lege- bzw. Brutverhalten eingeteilt werden. Die wohl älteste Hausgansrasse ist die Emder Gans, eine schwere Legegansrasse, die aus in der Gegend von Emden und Bremen gehaltenen großen Landgänsen hervorging. Bereits im 19. Jahrhundert wurde sie in den USA, in England, Böhmen und Ungarn verbreitet. Eine recht neue Gänserasse ist die Deutsche Legegans, die einen für die heutige Produktion von Gänsefleisch bevorzugten mittelschweren Typ repräsentiert.

## Farbenschläge

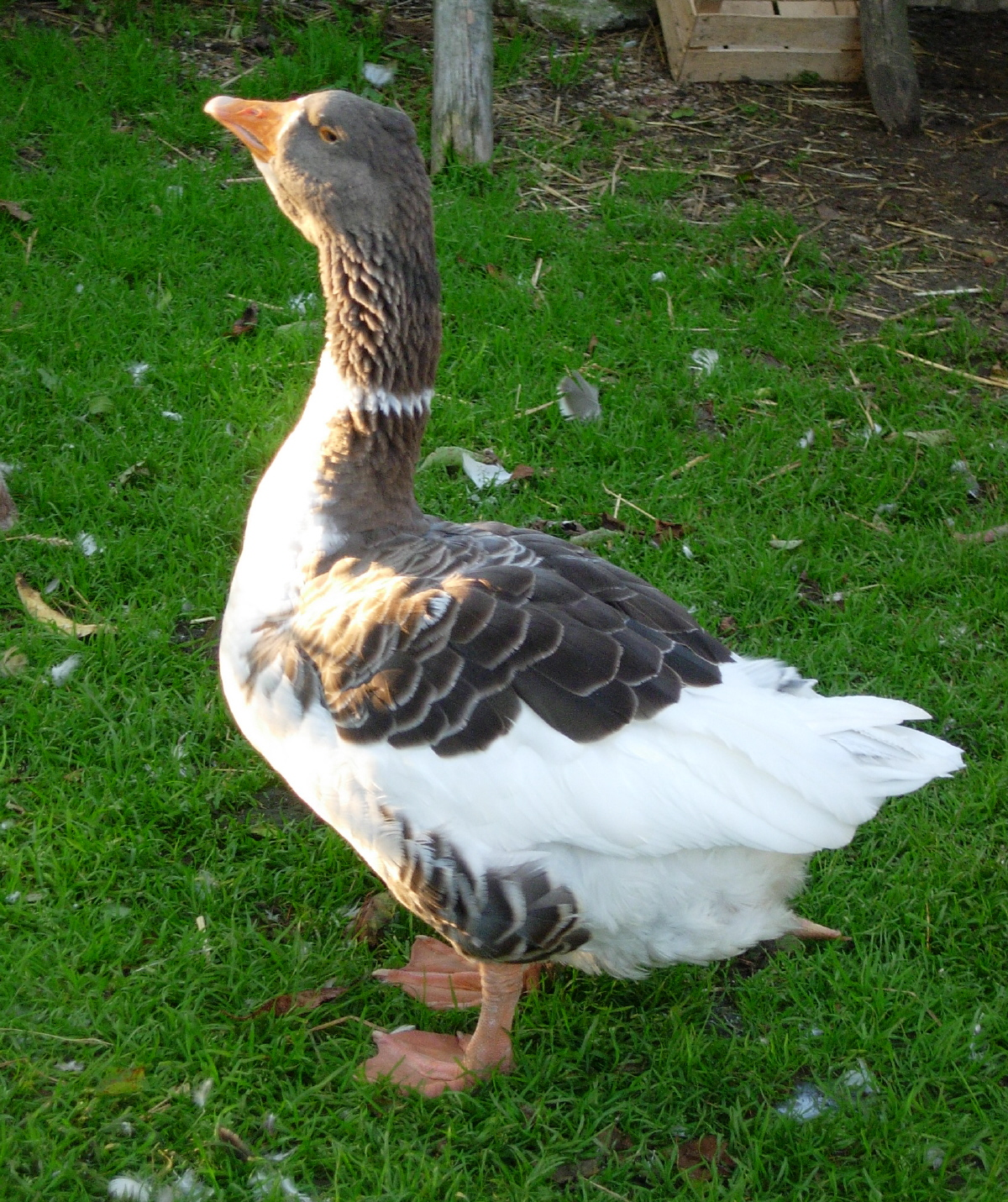
Gescheckte Pommerngans in Wachhaltung

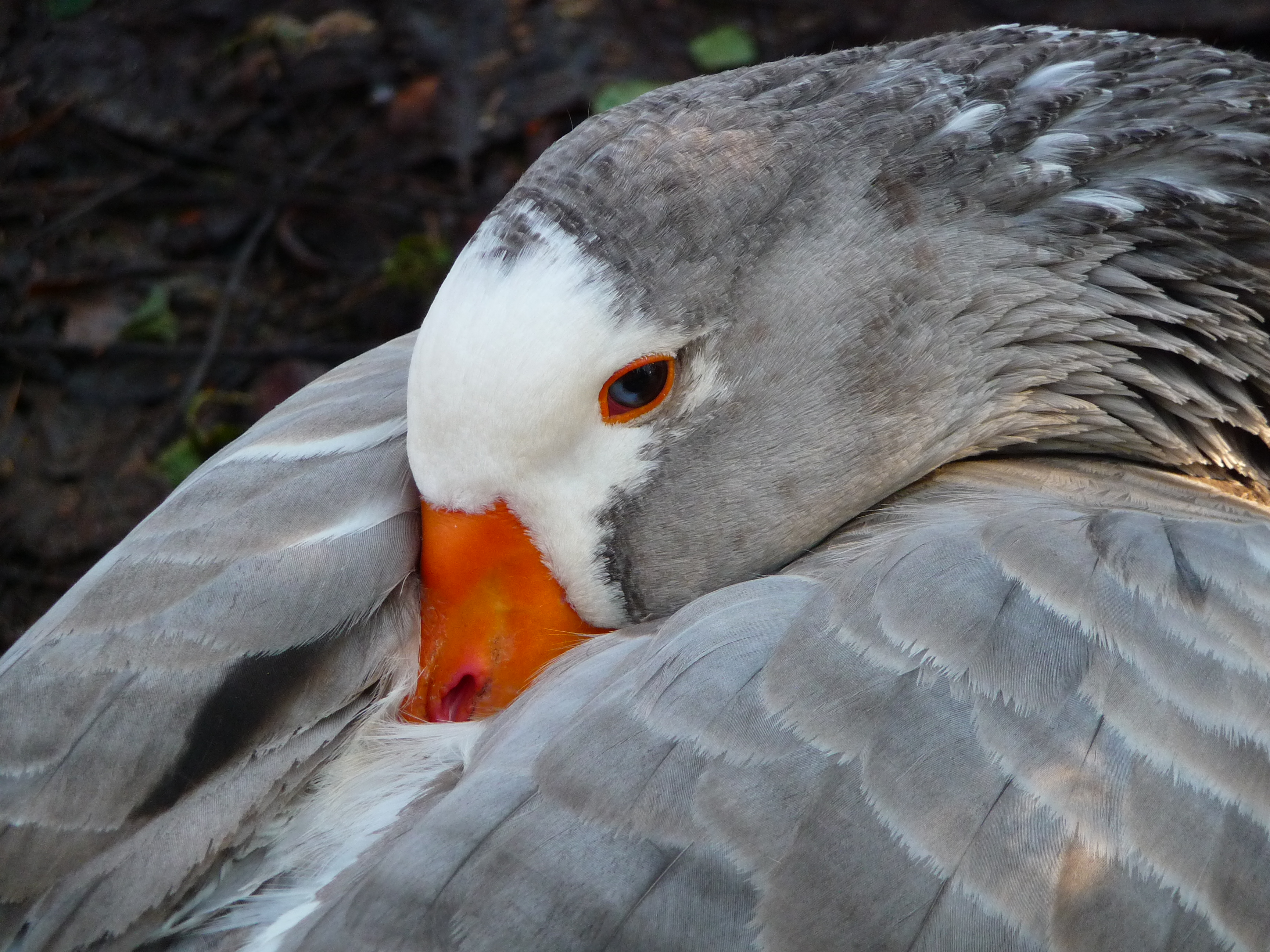
In Schlafposition

Manche Gänserassen gibt es in mehreren Farbenschlägen. Farbenschläge beschreiben, welcher Bereich des Gefieders welche Farbe hat. Hier die bekanntesten Farbenschläge mit den Beschreibungen:
- Weiß:
Bei weißen Gänsen sind alle Federn weiß.
- Grau:
Grau ist die Wild-Farbe der Gänse (siehe Graugans und Schwanengans). Graue Gänse haben ein leicht bräunlich-graues Gefieder, nur Bauch und Hinterteil sind weiß. Die Federn an der Schulter, die Tragefedern, auch genannt: Schenkelgefieder, und die Schwingenfedern haben einen weißen Saum.
- Blau:
Das Blau ist ein verdünntes Grau, sonst wie bei Grau.
- Braun:
Zeichnung wie bei Grau, nur lederbraun statt grau. Die braune Farbe wird rezessiv vererbt, bei starker Sonneneinstrahlung verblasst sie.
- Gescheckt:
Gescheckte Farbenschläge gibt es unter anderem in grau (graugescheckt), in blau (blaugescheckt) und in braun (braungescheckt). Betroffen sind der Kopf, etwa die obere Hälfte des Halses, das Schultergefieder (von oben betrachtet herzförmig), der Unterrücken, die Tragefedern („Schenkelgefieder“), und die Steuerfedern. Die Federn an der Schulter, die Tragefedern und die Schwingenfedern haben einen weißen Saum.

## Höckergans
Eine weitere domestizierte Form ist die Höckergans, die aus der aus Ostasien stammenden Schwanengans gezüchtet wurde. Sie kann erfolgreich mit den europäischen Hausgänsen gekreuzt werden.